# 2000年の日本競馬
2000年の日本競馬（2000ねんのにほんけいば）では、2000年（平成12年）の日本競馬界についてまとめる。馬齢は旧表記で統一する。
1999年の日本競馬 - 2000年の日本競馬 - 2001年の日本競馬

## 概要

### テイエムオペラオーの快進撃
前年の皐月賞馬で、有馬記念ではグラスワンダー・スペシャルウィークの僅差3着だったテイエムオペラオーが大きく成長。引退したエルコンドルパサー・スペシャルウィークに代わって、古馬戦線の主役に躍り出た。
年明け緒戦の京都記念で同期の菊花賞馬ナリタトップロードに完勝。阪神大賞典でラスカルスズカを退けると、圧倒的1番人気に推された天皇賞・春を勝利。2着ラスカルスズカ、3着ナリタトップロードは阪神大賞典と同じ着順であった。宝塚記念ではレース中に故障した前年の覇者・グラスワンダーを尻目に、その後ライバルとなるメイショウドトウとの初対決を制した。
秋は京都大賞典より始動すると、ナリタトップロード相手に着差こそアタマ差ながらも、鞭を使わぬ完勝。そして天皇賞・秋は2馬身半、ジャパンカップはクビ差、有馬記念は4コーナーで後方の内に包まれた位置から馬群をこじ開けるように抜け出して追い込み、ハナ差でいずれもメイショウドトウを下して、8戦8勝、年間GI5勝、古馬の中長距離GI完全制覇の快挙を達成した。3レース（天皇賞・秋、ジャパンカップ、有馬記念）の全てを制した馬に与えられる特別報奨金制度の適用第1号となり、2億円を獲得した。

### エアシャカールの「準三冠」
4歳牡馬クラシック路線ではエアシャカールが大活躍。
皐月賞でダイタクリーヴァをクビ差破るが、日本ダービーではアグネスフライト（鞍上・河内洋）の末脚にハナ差屈する。
秋は菊花賞でアグネスフライトに雪辱し二冠を達成。ダービーのハナ差負けがなければ三冠馬になっているところであった。
また、武豊騎手もそのハナ差負けで3年連続ダービー制覇を逃した。

### 外国産馬が天皇賞出走可能に
この年より、春・秋の天皇賞が外国産馬に開放された。春にはグラスワンダーが出走を示唆したが、前哨戦の日経賞で惨敗すると撤回。結局、秋にメイショウドトウがオールカマーを勝って出走し、2着に入線したのが最初となった。勝ち馬の第1号は2001年秋のアグネスデジタル。

## できごと

### 1月 - 3月
- 1月5日 - スペシャルウィークの引退式が京都競馬場で行われる。翌6日には中山競馬場でも行われた[2]。
- 1月23日 - マチカネキンノホシがアメリカジョッキークラブカップを勝ち、重賞初制覇。外国産馬の優勝は同レース史上初。
- 1月26日 - 中央競馬の武豊が第32回日本プロスポーツ功労賞を、また北村宏司が新人賞を受賞[2]。
- 1月29日 - 北海道地区で新馬券「ワイド」が発売開始。北海道を除く全国では既に昨年（1999年）12月4日から発売されていたが、北海道だけはホッカイドウ競馬などの絡みで導入が遅れていた。
- 2月11日 - 宮城県の山元トレーニングセンターで火災が発生し、重賞2勝のエガオヲミセテら22頭の現役競走馬が焼死[3]。
- 2月13日 - 上記の火災で焼死したエガオヲミセテを管理していた音無秀孝調教師が管理するユーセイトップランが7番人気の低評価を覆してダイヤモンドステークスを優勝。きさらぎ賞でも、この火事で焼死したスターシャンデリアの弟・シルヴァコクピットが優勝。
- 2月13日 - 大久保正陽調教師が通算500勝を達成[3]。
- 2月20日 - フェブラリーステークス(GI)で、2月いっぱいで定年の工藤嘉見調教師の管理馬・ウイングアローが優勝し、有終の美を飾った。また、騎乗していたオリヴィエ・ペリエ騎手は日本のGI初制覇。
- 2月23日 - 日本中央競馬会がネーザルストリップの使用を禁止[2][4]。
- 2月24日 - 日本中央競馬会運営審議会において、馬の年齢表記について翌年1月から満年齢表記に改めることを決定[2][4]。
- 3月19日 - JRA史上最高齢記録を更新してきたミスタートウジンが、100戦目となるマーチステークスを目標に調整していたが、屈腱炎を発症し、99戦（11勝）で引退することとなった[5]。
- 3月22日 - 細江純子がシンガポール・クランジ競馬場での競走に勝利、中央競馬の女性騎手としては初の海外勝利を収めた[2]。
- 3月29日 - 武豊騎手は記者会見し、6月より騎乗活動の拠点をアメリカ・カリフォルニア州に移すことを発表[6]。

### 4月 - 6月
- 4月1日 - 神奈川県と川崎市が一部事務組合・神奈川県川崎競馬組合を設立する[7]。
- 4月9日 - サンデーサイレンス産駒のチアズグレイスが桜花賞を優勝。これによってサンデーサイレンスは産駒による8大競走全制覇を達成。ヒンドスタン、パーソロンに次いで史上3頭目。
- 4月15日 - 障害競走初の国際招待競走・第2回中山グランドジャンプが行われ、5か国から7頭の馬が遠征。日本のゴーカイが勝ち、フランスのボカボカが2着、イギリスのジアウトバックウェイが3着、ニュージーランドのメイビーラフが5着に入った[7]。
- 4月16日 - 皐月賞に出走し、3番人気に支持されていたラガーレグルスは発走合図直後、発馬機内で立ち上がり、騎手が落馬したため競走を中止。5月16日まで出走停止、期間満了後に出走予定競馬場で発走調教再審査の処分が科された。
- 5月7日
  - アメリカ・ケンタッキーダービーで関口房朗所有のフサイチペガサスが優勝。日本人馬主の所有馬の同レース優勝は史上初。1番人気の勝利は21年ぶり[7]。
  - 高市圭二調教師が、後藤浩輝騎手に対し粗暴な行為に及んだとして、過怠金10万円の制裁を受けた。調教師の暴力による制裁は初めて[8]。
- 5月8日 - 大井競馬第4競走のパドックで、厩務員が暴れた馬に驚いた自身の馬に足を踏まれて転倒し、更に顔や胸を踏まれて死亡する事故が発生。
- 5月20日
  - ステイゴールドが目黒記念(GII)で、初騎乗の武豊騎手を背に26回目の重賞出走で重賞初制覇。この勝利でサンデーサイレンス産駒の重賞勝利は100勝目となった。
  - ラガーレグルスの発送調教再審査が東京競馬場で行われたが、2回目の審査でゲート内で立ち上がったため不合格。東京優駿競走への出走を断たれた[9]。
- 5月26日 - この年の弥生賞の勝ち馬フサイチゼノンが田原成貴厩舎から森秀行厩舎に移籍することとなった[10]。
- 6月1日 - 安田記念でディクタットに騎乗する予定だったランフランコ・デットーリ騎手が、イギリスで飛行機事故に遭い負傷。同乗のレイモンド・コクレーン騎手も負傷し、パイロットは死亡する惨事となった[11]。
- 6月2日 - 九州の地方3競馬場が「九州競馬」を形成、1本場開催と2場が場外発売する形が確立する[7]。
- 6月4日 - 安田記念で香港のフェアリーキングプローンが優勝し、香港馬による日本のGI初制覇。2着もUAEのディクタットが入り、外国馬の1・2フィニッシュ。
- 6月7日 - 船橋競馬場所属の石崎隆之騎手が通算4,000勝を達成。佐々木竹見騎手に次ぐ史上2人目。
- 6月15日 - ホッカイドウ競馬の交流重賞・北海道スプリントカップで13歳のオースミダイナーが優勝。サラブレッドの最高齢重賞優勝記録を更新[12]。
- 6月17日 - 皇太后（香淳皇后）の崩御に伴い、この日の東京競馬場、阪神競馬場、函館競馬場の開催は6月19日に延期[7]。
- 6月17日 - 滋賀県八日市市の八日市インター牧場の厩舎付近から出火し、厩舎が全焼。約1時間後に消し止められたが、競走馬2頭が焼死した[12]。
- 6月29日 - 旭川競馬場において、人気種牡馬の交配権を副賞とした「スタリオンシリーズ競走」が初めて実施される[13]。

### 7月 - 9月
- 7月13日 - アグネスワールドがイギリスG1・ジュライカップ（直線6ハロン）に優勝。海外GI2勝目と日本調教馬のイギリスGI制覇はいずれも史上初[13]。
- 7月29日 - エアシャカールがキングジョージ6世&クイーンエリザベスステークスに出走し、モンジューの5着。
- 7月30日 - 武豊騎手がフランス・ドーヴィル競馬場で行われたアスタルテ賞(G2)で、吉田照哉所有のレディオブチャドに騎乗し、逃げ切り勝ちを収め海外重賞通算7勝目を挙げる[13]。
- 8月12日 - 札幌競馬第5競走（3歳500万下）において、中央競馬所属馬の出走が1頭もなく、出走馬すべてが地方所属馬となる珍事が発生。特別指定交流競走導入後、初めてのケースとなった[14]。
- 8月27日 - 松永幹夫騎手が通算1,000勝を、藤沢和雄調教師が通算500勝をそれぞれ達成[15]。
- 9月3日 - 日本中央競馬会のミレニアムキャンペーン「Dream Horses 2000」の一環として、21世紀に残したい名馬100頭がファン投票で選出、「20世紀の名馬100」が決定する[13]。
- 9月23日 - 武豊騎手が札幌競馬場で利尻特別を勝ち、9年連続12回目の年間100勝を達成。12回目は岡部幸雄騎手を抜き、単独で史上最多[16]。

### 10月 - 12月
- 10月7日 - 鈴木康弘調教師、橋口弘次郎調教師がいずれも通算500勝を達成。
- 10月29日 - 天皇賞に外国産馬2頭が出走。メイショウドトウが2着、イーグルカフェが4着に入線。
- 10月31日 - 来年2月に定年退職となる69歳の内藤繁春調教師が騎手免許第一次試験を受験。しかし11月30日に不合格と発表された[17]。
- 11月4日 - アメリカ・チャーチルダウンズ競馬場でブリーダーズカップが行われ、スプリントに出走のアグネスワールドは8着、フィリー&メアターフに出走のマルターズスパーブは13着に終わった[18]。
- 11月9日 - 全席有料のエクセルフロア専門の場外発売所・エクセル伊勢佐木が竣工する[18]。
- 11月16日 - 日本中央競馬会運営審議会において、翌年からの新種の勝馬投票券（連勝単式・三連勝複式）の発売や、馬齢表記の改定に伴う競走名の変更、アイビスサマーダッシュの新設、および東京優駿や菊花賞への外国産馬開放などが決定した[18]。
- 11月19日 - 公営宇都宮所属のドージマファイターが地元で行われたひいらぎ特別で勝利し、29連勝の日本新記録を樹立。
- 11月25日 - アドマイヤベガの引退式が東京競馬場で行われる[18]。
- 12月3日 - 宇都宮競馬第9競走（二荒賞）でブライアンズロマンが勝利し、日本のサラブレッド系競走馬として平地競走最多勝となる43勝をマーク。
- 12月14日 - 横浜市が日本中央競馬会の同市内での馬券販売に対して独自に課税する「勝馬投票券発売税」の新設を盛り込んだ条例案を可決。これを受けて日本中央競馬会は不当な課税であると記者会見を開き、髙橋政行理事長は関係各省庁に通過させないよう働きかけた[18]。この条例は、2001年3月に総務大臣の同意を得られずに廃案になっている。
- 12月24日 - グラスワンダーの引退式が中山競馬場で行われる[19]。
- 12月24日 - テイエムオペラオーが天皇賞・秋、ジャパンカップに続いて有馬記念を制覇。これにより2億円の褒賞金を獲得する[19]。

## 競走成績

### 中央競馬・平地GI
| 競走名                         | 競走名                         | 優勝馬                   | 性齢 | 騎手                           | 調教師                         | 所属    |
| 月日                           | 競馬場                         | 優勝馬                   | 性齢 | 馬主                           | 馬主                           | 勝時計  |
| ------------------------------ | ------------------------------ | ------------------------ | ---- | ------------------------------ | ------------------------------ | ------- |
| 第17回フェブラリーステークス   | 第17回フェブラリーステークス   | ウイングアロー           | 牡6  | O.ペリエ                       | 工藤嘉見                       | JRA栗東 |
| 2月20日                        | 東京競馬場                     | ウイングアロー           | 牡6  | 池田實                         | 池田實                         | 1:35.6  |
| 第30回高松宮記念               | 第30回高松宮記念               | キングヘイロー           | 牡6  | 柴田善臣                       | 坂口正大                       | JRA栗東 |
| 3月26日                        | 中京競馬場                     | キングヘイロー           | 牡6  | 浅川吉男                       | 浅川吉男                       | 1:08.6  |
| 第60回桜花賞                   | 第60回桜花賞                   | チアズグレイス           | 牝4  | 松永幹夫                       | 山内研二                       | JRA栗東 |
| 4月9日                         | 阪神競馬場                     | チアズグレイス           | 牝4  | 北村キヨ子                     | 北村キヨ子                     | 1:34.9  |
| 第60回皐月賞                   | 第60回皐月賞                   | エアシャカール           | 牡4  | 武豊                           | 森秀行                         | JRA栗東 |
| 4月16日                        | 中山競馬場                     | エアシャカール           | 牡4  | ラッキーフィールド             | ラッキーフィールド             | 2:01.8  |
| 第121回天皇賞（春）            | 第121回天皇賞（春）            | テイエムオペラオー       | 牡5  | 和田竜二                       | 岩元市三                       | JRA栗東 |
| 4月30日                        | 京都競馬場                     | テイエムオペラオー       | 牡5  | 竹園正繼                       | 竹園正繼                       | 3:17.6  |
| 第5回NHKマイルカップ           | 第5回NHKマイルカップ           | イーグルカフェ           | 牡4  | 岡部幸雄                       | 小島太                         | JRA美浦 |
| 5月7日                         | 東京競馬場                     | イーグルカフェ           | 牡4  | 西川清                         | 西川清                         | 1:33.5  |
| 第61回優駿牝馬（オークス）     | 第61回優駿牝馬（オークス）     | シルクプリマドンナ       | 牝4  | 藤田伸二                       | 山内研二                       | JRA栗東 |
| 5月21日                        | 東京競馬場                     | シルクプリマドンナ       | 牝4  | （有）シルク                   | （有）シルク                   | 2:30.2  |
| 第67回東京優駿（日本ダービー） | 第67回東京優駿（日本ダービー） | アグネスフライト         | 牡4  | 河内洋                         | 長浜博之                       | JRA栗東 |
| 5月28日                        | 東京競馬場                     | アグネスフライト         | 牡4  | 渡辺孝男                       | 渡辺孝男                       | 2:26.2  |
| 第50回安田記念                 | 第50回安田記念                 | フェアリーキングプローン | 牡5  | R.フラッド                     | I.アラン                       | 香港    |
| 6月4日                         | 東京競馬場                     | フェアリーキングプローン | 牡5  | 劉錫康                         | 劉錫康                         | 1:33.3  |
| 第41回宝塚記念                 | 第41回宝塚記念                 | テイエムオペラオー       | 牡5  | 和田竜二                       | 岩元市三                       | JRA栗東 |
| 6月25日                        | 阪神競馬場                     | テイエムオペラオー       | 牡5  | 竹園正繼                       | 竹園正繼                       | 2:13.8  |
| 第34回スプリンターズステークス | 第34回スプリンターズステークス | ダイタクヤマト           | 牡7  | 江田照男                       | 石坂正                         | JRA栗東 |
| 10月1日                        | 中山競馬場                     | ダイタクヤマト           | 牡7  | 中村和子                       | 中村和子                       | 1:08.6  |
| 第5回秋華賞                    | 第5回秋華賞                    | ティコティコタック       | 牝4  | 武幸四郎                       | 松田正弘                       | JRA栗東 |
| 10月15日                       | 京都競馬場                     | ティコティコタック       | 牝4  | （有）バンブー牧場             | （有）バンブー牧場             | 1:59.9  |
| 第61回菊花賞                   | 第61回菊花賞                   | エアシャカール           | 牡4  | 武豊                           | 森秀行                         | JRA栗東 |
| 10月22日                       | 京都競馬場                     | エアシャカール           | 牡4  | ラッキーフィールド             | ラッキーフィールド             | 3:04.7  |
| 第122回天皇賞（秋）            | 第122回天皇賞（秋）            | テイエムオペラオー       | 牡5  | 和田竜二                       | 岩元市三                       | JRA栗東 |
| 10月29日                       | 東京競馬場                     | テイエムオペラオー       | 牡5  | 竹園正繼                       | 竹園正繼                       | 1:59.9  |
| 第25回エリザベス女王杯         | 第25回エリザベス女王杯         | ファレノプシス           | 牝6  | 松永幹夫                       | 浜田光正                       | JRA栗東 |
| 11月12日                       | 京都競馬場                     | ファレノプシス           | 牝6  | （有）ノースヒルズマネジメント | （有）ノースヒルズマネジメント | 2:12.8  |
| 第17回マイルチャンピオンシップ | 第17回マイルチャンピオンシップ | アグネスデジタル         | 牡4  | 的場均                         | 白井寿昭                       | JRA栗東 |
| 11月19日                       | 京都競馬場                     | アグネスデジタル         | 牡4  | 渡辺孝男                       | 渡辺孝男                       | 1:32.6  |
| 第1回ジャパンカップダート      | 第1回ジャパンカップダート      | ウイングアロー           | 牡6  | 岡部幸雄                       | 南井克巳                       | JRA栗東 |
| 11月25日                       | 東京競馬場                     | ウイングアロー           | 牡6  | 池田實                         | 池田實                         | 2:07.2  |
| 第20回ジャパンカップ           | 第20回ジャパンカップ           | テイエムオペラオー       | 牡5  | 和田竜二                       | 岩元市三                       | JRA栗東 |
| 11月26日                       | 東京競馬場                     | テイエムオペラオー       | 牡5  | 竹園正繼                       | 竹園正繼                       | 2:26.1  |
| 第52回阪神3歳牝馬ステークス    | 第52回阪神3歳牝馬ステークス    | テイエムオーシャン       | 牝3  | 本田優                         | 西浦勝一                       | JRA栗東 |
| 12月3日                        | 阪神競馬場                     | テイエムオーシャン       | 牝3  | 竹園正繼                       | 竹園正繼                       | 1:34.6  |
| 第52回朝日杯3歳ステークス      | 第52回朝日杯3歳ステークス      | メジロベイリー           | 牡3  | 横山典弘                       | 武邦彦                         | JRA栗東 |
| 12月10日                       | 中山競馬場                     | メジロベイリー           | 牡3  | （有）メジロ牧場               | （有）メジロ牧場               | 1:34.5  |
| 第45回有馬記念                 | 第45回有馬記念                 | テイエムオペラオー       | 牡5  | 和田竜二                       | 岩元市三                       | JRA栗東 |
| 12月24日                       | 中山競馬場                     | テイエムオペラオー       | 牡5  | 竹園正繼                       | 竹園正繼                       | 2:34.1  |

### 中央競馬・障害
| 競走名                    | 競走名                    | 優勝馬       | 性齢 | 騎手     | 調教師   | 所属    |
| 月日                      | 競馬場                    | 優勝馬       | 性齢 | 馬主     | 馬主     | 勝時計  |
| ------------------------- | ------------------------- | ------------ | ---- | -------- | -------- | ------- |
| 第2回中山グランドジャンプ | 第2回中山グランドジャンプ | ゴーカイ     | 牡7  | 横山義行 | 郷原洋行 | JRA美浦 |
| 4月15日                   | 中山競馬場                | ゴーカイ     | 牡7  | 吉橋計   | 吉橋計   | 4:43.1  |
| 第123回中山大障害         | 第123回中山大障害         | ランドパワー | 牡6  | 金折知則 | 福島勝   | JRA栗東 |
| 12月23日                  | 中山競馬場                | ランドパワー | 牡6  | 木村善一 | 木村善一 | 4:40.7  |

### 地方競馬主要競走
| 競走名                               | 競走名                               | 優勝馬             | 性齢 | 騎手                           | 調教師                         | 所属    |
| 月日                                 | 競馬場                               | 優勝馬             | 性齢 | 馬主                           | 馬主                           | 勝時計  |
| ------------------------------------ | ------------------------------------ | ------------------ | ---- | ------------------------------ | ------------------------------ | ------- |
| 第49回川崎記念                       | 第49回川崎記念                       | インテリパワー     | 牡5  | 張田京                         | 秋山重美                       | 川崎    |
| 2月9日                               | 川崎競馬場                           | インテリパワー     | 牡5  | 佐橋五十雄                     | 佐橋五十雄                     | 2:14.5  |
| 第23回帝王賞                         | 第23回帝王賞                         | ファストフレンド   | 牝6  | 蛯名正義                       | 高市圭二                       | JRA美浦 |
| 6月22日                              | 大井競馬場                           | ファストフレンド   | 牝6  | 竹崎大晃                       | 竹崎大晃                       | 2:05.6  |
| 第2回ジャパンダートダービー          | 第2回ジャパンダートダービー          | マイネルコンバット | 牡4  | 大西直宏                       | 稲葉隆一                       | JRA美浦 |
| 7月12日                              | 大井競馬場                           | マイネルコンバット | 牡4  | サラブレッドクラブ・ラフィアン | サラブレッドクラブ・ラフィアン | 2:06.4  |
| 第13回マイルチャンピオンシップ南部杯 | 第13回マイルチャンピオンシップ南部杯 | ゴールドティアラ   | 牝5  | 後藤浩輝                       | 松田国英                       | JRA栗東 |
| 10月9日                              | 盛岡競馬場                           | ゴールドティアラ   | 牝5  | 吉田和子                       | 吉田和子                       | 1:38.3  |
| 第15回ダービーグランプリ             | 第15回ダービーグランプリ             | レギュラーメンバー | 牡4  | 松永幹夫                       | 山本正司                       | JRA栗東 |
| 11月3日                              | 盛岡競馬場                           | レギュラーメンバー | 牡4  | （有）ノースヒルズマネジメント | （有）ノースヒルズマネジメント | 2:05.0  |
| 第46回東京大賞典                     | 第46回東京大賞典                     | ファストフレンド   | 牝6  | 蛯名正義                       | 高市圭二                       | JRA美浦 |
| 12月29日                             | 大井競馬場                           | ファストフレンド   | 牝6  | 竹崎大晃                       | 竹崎大晃                       | 2:04.9  |

## 表彰

### JRA賞
- 年度代表馬・最優秀5歳以上牡馬 テイエムオペラオー
- 最優秀3歳牡馬 メジロベイリー
- 最優秀3歳牝馬 テイエムオーシャン
- 最優秀4歳牡馬 エアシャカール
- 最優秀4歳牝馬 チアズグレイス
- 最優秀5歳以上牝馬 ファレノプシス
- 最優秀父内国産馬・最優秀短距離馬 ダイタクヤマト
- 最優秀ダートホース ウイングアロー
- 最優秀障害馬 ゴーカイ

### NARグランプリ
- 年度代表馬・最優秀牝馬・最優秀短距離馬 ベラミロード
- サラブレッド系3歳最優秀馬 トーシンブリザード
- サラブレッド系4歳最優秀馬 ミツアキサイレンス
- サラブレッド系5歳上最優秀馬 インテリパワー
- アラブ系3歳最優秀馬 クールテツオー
- アラブ系4歳最優秀馬 コウザンハヤヒデ
- アラブ系5歳上最優秀馬 ワシュウジョージ
- ばんえい最優秀馬シマヅショウリキ
- 特別表彰馬 ハイセイコー・ファストフレンド

## リーディング

### リーディングジョッキー
| 分類         | 騎手の氏名 | 勝利数 |
| ------------ | ---------- | ------ |
| 中央競馬     |            |        |
| 地方競馬     |            |        |
| ばんえい競走 |            |        |

### リーディングトレーナー
| 分類         | 調教師の氏名 | 勝利数 |
| ------------ | ------------ | ------ |
| 中央競馬     |              |        |
| 地方競馬     |              |        |
| ばんえい競走 |              |        |

## 誕生
この年に生まれた競走馬は2003年のクラシック世代となる。

### 競走馬
- 1月16日 - オレハマッテルゼ
- 2月6日 - シルクブラボー
- 2月13日 - ウインクリューガー
- 2月15日 - ヤマカツリリー
- 2月18日 - ピースオブワールド
- 2月19日 - アルカセット (Alkaased)
- 2月20日 - スズノマーチ
- 3月1日 - ユートピア
- 3月5日 - ヘヴンリーロマンス
- 3月6日 - ホワイトカーニバル
- 3月8日 - スシトレイン
- 3月12日 - シベリアンホーク、トモエパワー、ミヤビペルセウス
- 3月13日 - マルブツトップ
- 3月17日 - マイネヌーヴェル
- 3月18日 - リンカーン、チューニー
- 3月19日 - サイレントディール、シンコールビー
- 3月20日 - ヒシアトラス
- 3月21日 - アイポッパー、ウツミジョーダン、エリモハリアー
- 3月22日 - ナイキアディライト
- 3月23日 - エイシンチャンプ
- 3月27日 - ゼンノロブロイ
- 3月28日 - スズカドリーム
- 3月29日 - シンドバッド
- 3月31日 - ゴールデンキャスト、ワナ、スプリングドリュー
- 4月2日 - シーイズトウショウ、オースミハルカ、クラフトワーク
- 4月3日 - サクラセンチュリー
- 4月4日 - スパイキュール、ミツアキタービン
- 4月5日 - マイネサマンサ
- 4月7日 - チアズメッセージ
- 4月9日 - ヴィータローザ、エスケープハッチ、カーム、ブルーイレヴン、チアフルスマイル
- 4月11日 - サクラプレジデント、ブルーコンコルド
- 4月16日 - フジサイレンス
- 4月17日 - キジョージャンボ
- 4月19日 - メイショウバトラー
- 4月21日 - サカラート、スイグン
- 4月26日 - ラピッドリーラン
- 4月27日 - チャクラ、レマーズガール、ハードクリスタル
- 4月29日 - ギャラントアロー
- 4月30日 - アドマイヤグルーヴ、スプリングゲント、グラッブユアハート
- 5月2日 - スティルインラブ、ウインジェネラーレ
- 5月5日 - オリジナルステップ
- 5月7日 - グランリーオ
- 5月8日 - エアセレソン
- 5月11日 - ワンモアチャッター
- 5月12日 - ビッグウルフ
- 5月21日 - ネオユニヴァース
- 5月23日 - タニノマティーニ
- 5月26日 - ザッツザプレンティ、マイネルモルゲン
- 5月31日 - クワイエットデイ
- 6月5日 - ダンスアワルツ

### 人物
- 2月3日 - 小野楓馬（騎手）
- 5月31日 - 岩田望来（騎手）
- 6月10日 - 原優介(騎手)
- 6月22日 - 団野大成（騎手）
- 9月13日 - 古川奈穂（騎手）
- 10月25日 - 大塚海渡（騎手）

## 死去

### 競走馬、繁殖馬
- 2月11日 - エガオヲミセテ[3]
- 3月10日 - トニービン
- 3月16日 - サクラホクトオー[20]
- 4月8日 - ハッピープログレス[21]
- 5月4日 - ハイセイコー[7]
- 5月9日 - ニホンピロジュピタ
- 6月19日 - グリーングラス[22]
- 7月3日 - カツラギエース[23]
- 9月27日 - クライムカイザー[24]
- 12月10日 - タガノテイオー[25]
- 12月15日 - ミスターシービー[19]

### 人物
- 5月30日 - 白井フサ（競馬評論家の白井透の母、ウィニングスマイルなどを所有した馬主）[26]
- 8月16日 - 吉永忍（調教師）
- 9月22日 - 柴田不二男（元調教師）[16]
- 4月14日 - 佐藤勇（元調教師）
- 8月27日 - 荒川友司（調教師）
- 9月30日 - 一柳博志（マリキータなどを所有した馬主）[27]
- 11月23日 - 松井達也（浦和競馬場所属騎手）
- 12月12日 - 佐藤林次郎（調教師）
- 12月30日 - 田中和夫 (競馬)（元調教師）[28]

## 引退

### 競走馬
- 3月5日 - エリモエクセル
- 3月29日 - ミスタートウジン[5]
- 4月3日 - ニホンカイキャロル
- 6月30日 - シルクジャスティス[29]
- 7月31日 - アドマイヤベガ[30]
- 9月19日 - リワードニンファ[16]
- 9月21日 - ノーザンレインボー[16]
- 10月9日 - メイセイオペラ
- 10月13日 - メジロブライト[31]
- 10月18日 - マチカネフクキタル、キョウエイマーチ[24]
- 10月20日 - ラガーレグルス[31]
- 11月12日 - ファレノプシス
- 11月18日 - ブゼンキャンドル
- 11月19日 - アグネスワールド[32]
- 12月22日 - エイダイクイン、フサイチエアデール、マイネルラヴ[33]
- 12月24日 - グラスワンダー[33]

### 人物
- 2月29日 - 石栗龍雄、伊藤修司、工藤嘉見、斉藤義美、野平祐二、古山良司（以上調教師）、岩戸孝樹、押田純子、小屋敷昭、寺島祐治、蓑田早人（以上騎手）
- 3月8日 - 横田雅博（騎手）
- 3月31日 - 蛯沢誠治（騎手）
- 4月20日 - 酒井浩（騎手）
- 5月31日 - 瀬古正明（騎手）
- 8月31日 - 北村卓士（騎手）
- 11月10日 - 佐々木竹見（地方競馬騎手）